# Archos
Archos S.A. ist ein im CAC Small börsennotierter, französischer Hersteller von Tablet-Computern, Smartphones, Notebooks und Computerperipherie. Zu den Produkten gehören auch externe Festplatten und Portable Media Player. Das Unternehmen hat seinen Sitz in Igny bei Paris.

## Firmengeschichte
Archos SA wurde 1988 von Henri Crohas gegründet, der mit 35 % Anteil am Kapital auch der größte Aktionär ist. Zunächst vertrieb das Unternehmen Speicherkarten, bevor man sich Ende der 1990er-Jahre auf die Entwicklung tragbarer MP3-Player konzentrierte. Mit dem Jukebox 6000 bot das Unternehmen etwa den ersten MP3-Player mit integrierter Festplatte an. Nach anfänglichem Wachstum konnte das Unternehmen nach dem Marktstart des Apple-iPods keine signifikanten Marktanteile mehr gewinnen.
Ab 2009 entwickelte Archos Tablet-Computer und inzwischen auch Smartphones mit dem Android-Betriebssystem. Seitdem konnte das Unternehmen seinen Umsatz wieder massiv steigern. Im Geschäftsjahr 2011 verdoppelte er sich im Vergleich zum Vorjahr auf 171 Mill. Euro.
Die Produkte des Unternehmens werden nach eigenen Angaben in Entwicklungszentren in Frankreich, Deutschland und China entwickelt.

## Produkte

### Audio-Player und Audio-Geräte
- Jukebox
- Jukebox 6000
- Jukebox Player/Studio
- Jukebox Recorder
- FM Recorder

### AV und Gmini

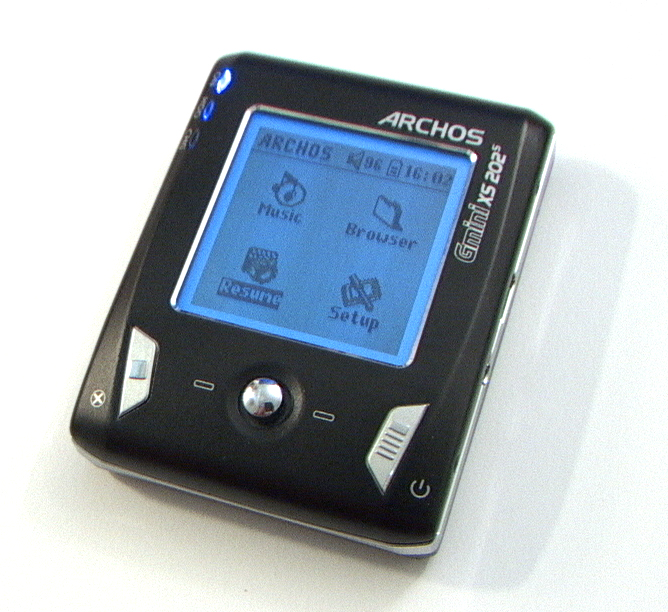
Archos Gmini XS202s MP3 Jukebox

- AV
- Gmini

### Multimedia-Player PMA400

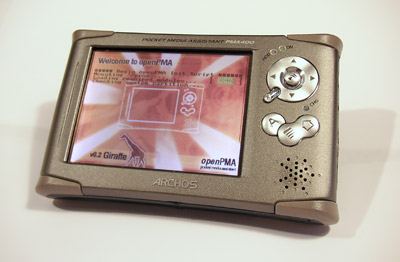
Archos PMA400

- PMA400 (Pocket Media Assistent)

### Generation 4
- Archos 704 TV
- Archos 704 WiFi
- Archos 604 WiFi
- Archos 604
- Archos 504
- Archos 404
- Archos 404 Camcorder
- Archos 204
- Archos 104

### Generation 5
- Archos 605 GPS
- Archos 705 Wifi
- Archos 605 Wifi
- Archos 405
- Archos 105

### Generation 6

#### Internet Media Tablets (IMT)
- Archos 5
- Archos 5g
- Archos 7
- Archos 10

#### MP3-/MP4-Player
- Archos Clipper
- Archos 18b Vision
- Archos 18d Vision
- Archos 20c Vision
- Archos 20d Vision
- Archos 2
- Archos 3
- Archos 4
- Archos Key

### Generation 7

#### Internet Tablet (IT)
- Archos 5 Internet Tablet

### Generation 8

#### Internet Tablet (IT)
- Archos 28 Internet Tablet
- Archos 32 Internet Tablet
- Archos 35 Internet Tablet
- Archos 43 Internet Tablet
- Archos 48 Internet Tablet
- Archos 70 Internet Tablet
- Archos 101 Internet Tablet

### Generation 9

#### G9 Tablets
- Archos 101 G9
- Archos 101 G4[4]
- Archos 80 G9
- Archos G9 3G Stick

### Generation 10

#### G10 Tablets
- Archos G10 xs

#### Smartphones
4"
- Archos 40 Power
- Archos 40 Helium
- Archos 40 Neon
- Archos 40c Titanium

4,5"
- Archos 45c Helium
- Archos 45d Platinum
- Archos 45d Neon

5"
- Archos 50 Cobalt
- Archos 50c Helium
- Archos 50c Neon
- Archos 50d Neon
- Archos 50 Titanum 4G
- Archos 50d Oxygen
- Archos 50e Neon
- Archos 50d Oxygen plus
- Archos 50 Diamond
- Archos 50c Platinum
- Archos 50 Celsium
- Archos 50 Helium plus
- Archos 50 Platinum 4G
- Archos 50d Helium
- Archos 50e Helium
- Archos 50 Diamond S
- Archos 50f Helium Lite
- Archos 50f Helium
- Archos 50f Neon
- Archos 50 Saphir
- Archos 50 Power

>5,1"
- Archos 55 Cobalt plus
- Archos 55 Platinum
- Archos 52 Platinum
- Archos 55 Helium plus
- Archos 55b Platinum
- Archos 55 Diamond plus
- Archos 55 Diamond 2 plus
- Archos 55 Helium
- Archos 55 Helium ultra
- Archos 55 Helium 4 Seasons
- Archos 55 Diamond Selfie Lite
- Archos 55 Diamond Selfie
- Archos 55 Core

### Netbooks und Laptops
- PC-Tablet Archos 9
- Netbook Archos 10
- Notebook Archos 13

### Multimedia-Festplattenrekorder
- ARCHOS TV+

### Kindgerechtes Tablet
- Archos Child Pad[5]

## Billig-Marken

### Arnova
Arnova ist ein Markenname, der der heute eigenständig agierenden Arnova Technology Hong Kong gehört. Dieses Unternehmen war vormals die Archos Technology Hong Kong, Volksrepublik China. Designs der Archos Produkte sind lizenziert. Die vorhandenen Fertigungs-Kapazitäten und die Vertriebskanäle von Archos werden mit genutzt.